# Ambeon
Ambeon – holenderski progresywno metalowy projekt muzyczny składający się głównie z multiinstrumentalisty Arjena Anthony'ego Lucassena i wokalistki Astrid van der Veen. Projekt wydał jak na razie jeden album Fate of a Dreamer nagrany w 2001 roku. Podczas nagrywania tego albumu wokalistka Astrid van der Veen miała tylko 14 lat. Ambeon łączy w sobie najróżniejsze gatunki muzyczne takie jak Muzyka celtycka, Gothic rock oraz metal progresywny.

## Etymologia nazwy
Ambeon jest kontaminacją słów Ambient i Ayreon. Nazwa jest dosyć trafna, gdyż utwory Ambeon są częściowo utworami Ayreonu utrzymanymi w konwencji metalu progresywnego połączonego z Dark ambientem.

## Przyszłość projektu
Arjen pytany o kontynuację projektu Ambeon odpowiada zwyczajnie: "Możliwe".

## Dyskografia
- Fate of a Dreamer (2001)